# 배론성지
배론성지(舟論聖地 또는 徘論聖地, 영어: Baeron Holy Ground)는 충청북도 제천시 봉양읍에 있는 대한민국의 로마 가톨릭교회 성지로, 계곡이 깊어 배 밑 바닥 같다고 하여 '배론'이라 불린다. 재단법인 천주교 원주교구 소속이다. 2001년 3월 2일 충청북도의 기념물 제118호로 지정되었다.

## 현지 안내문
조선 순조 1년(1801)에 있었던 천주교 박해 때부터 지금까지 천주교 신자들이 많이 찾는 천주교의 성지이다. ‘배론’이라는 이름은 이곳의 지형이 마치 배 밑바닥과 같은 모양이라해서 붙여진 것이다. 유적으로는 조선 후기 천주교도 황사영이 머무르며 ‘백서’를 썼던 토굴과 성 요셉 신학교, 최양업 신부의 묘가 있다.
1801년 천주교에 대한 박해가 일어나자 황사영은 이 토굴에서 교회의 재건과 신앙의 자유를 얻기 위해 중국 베이징에 있는 주교에게 보낼 글을 썼으나 뜻을 이루지는 못하였다. 성 요셉 신학교는 한국에서 처음으로 세워진 신학교로 성직자를 양성하는 곳이었다. 조선 천주교사상 두번째로 신부가 된 최양업 신부는 천주교의 교리 번역 등 우리나라에 천주교가 전파되는데 많은 공헌을 하였다.
이 배론성지는 우리나라 천주교의 성립과정에 있어 중요한 성지이다.

## 참고 문헌
- 이 문서에는 다음커뮤니케이션(현 카카오)에서 GFDL 또는 CC-SA 라이선스로 배포한 글로벌 세계대백과사전의 "《배론성지》" 항목을 기초로 작성된 글이 포함되어 있습니다.

## 같이 보기
- 로마 가톨릭교회
  - 천주교 원주교구

## 참고 자료
- 제천 배론성지 - 국가유산청 국가유산포털